# Texas Chainsaw Massacre (2022)
Texas Chainsaw Massacre ist ein US-amerikanischer Slasher-Film von David Blue Garcia, der im Februar 2022 auf Netflix veröffentlicht wurde. Als Fortsetzung zu dem im Jahr 1974 veröffentlichten Film Blutgericht in Texas gedacht, stellt der Horrorfilm den neunten Film des gleichnamigen Franchises dar.

## Handlung
Lila steht in einer abgelegenen Tankstelle, um dort Snacks und Getränke für sich, ihre Schwester Melody, deren Geschäftspartner Dante und seine Freundin Ruth zu kaufen. In einem alten Fernseher sieht sie Ausschnitte einer True-Crime-Dokumentation zu den Geschehnissen des Films Blutgericht in Texas. Nach einem kurzen Gespräch mit dem Tankwart sowie einem feindseligen Einheimischen fahren die vier weiter in Richtung Harlow, einer Geisterstadt mitten in Texas. Dante und Melody möchten dem verlassenen Ort neues Leben einhauchen und treffen sich dafür mit einigen Investoren, die extra per Partybus in die texanische Einöde gebracht werden.
Vor Ort entpuppt sich der einheimische Rowdy als Besitzer der örtlichen Werkstatt und Vermittler namens Richter. Bei einer Besichtigung entdeckt Dante an einem alten Haus die Flagge der Konföderierten von 1860, ein Zeichen der Segregation. Um keine der zukünftigen Investoren damit abzuschrecken, wollen Dante und Melody die Flagge entfernen. In dem eigentlich verlassenen ehemaligen Waisenhaus entdecken sie die alte Mrs. Mc. Nach einem kurzen Streitgespräch über die Besitzverhältnisse des Anwesens stürmt Dante nach draußen, um die örtliche Polizei zu rufen. Melody verbleibt alleine im Haus und macht dort erste Bekanntschaft mit dem hünenhaften Mitbewohner von Mrs. Mc, Leatherface. Dante kehrt mit zwei Polizeibeamten zurück, die Mrs. Mc aus dem Haus schaffen wollen. Diese erleidet dabei einen Herzinfarkt und soll zusammen mit Leatherface und Ruth ins nächstgelegene Krankenhaus gebracht werden. Melody, Dante und Lila verbleiben zusammen mit den eingetroffenen Investoren in Harlow, um die Auktion der Häuser zu leiten.
Während der Fahrt verstirbt Mrs. Mc in den Armen von Leatherface. Beim folgenden Handgemenge mit dem jungen Deputy bricht Leatherface ihm den Arm und ersticht ihn mit dem herausragenden Armknochen. Durch einen Schuss wird der Sheriff schwer verletzt, das Fahrzeug kommt von der Straße ab und kollidiert in einem Sonnenblumenfeld mit einem herumstehenden Erntefahrzeug. Ruth kommt wenig später wieder zu sich und muss mit ansehen, wie Leatherface seiner Ziehmutter das Gesicht abschneidet, um sich daraus eine der charakteristischen Masken zu fertigen. Sie versucht, über das Funkgerät im Wagen Hilfe zu rufen, erreicht dabei aber nur den Tankstellenbesitzer, welcher voller Entsetzen Sally Hardesty, die einzige Überlebende des Massakers von 1974, anruft. Leatherface tötet derweil den Sheriff mit mehreren Schlägen auf den Kopf sowie Ruth mit einer Scherbe. Von Rache getrieben, kehrt er zurück nach Harlow.
Dort findet unterdessen die Versteigerung der leerstehenden Gebäude statt. Als Melody die Nachricht vom Tod der alten Dame erreicht, möchte sie sofort mit Lila abreisen. Diese freundet sich unterdessen mit dem Werkstattbesitzer Richter an. In einigen kurzen Rückblicken erfährt man, dass Lila in der Vergangenheit Opfer eines Amoklaufs war und diesen nur knapp überlebte. Die Abreise der beiden Schwestern wird von Richter verhindert, indem er ihnen die Schlüssel für den Bus und ihr Auto entwendet. Aufgrund des Todes von Mrs. Mc möchte er erst die Besitzansprüche für ihr Haus und Grundstück geklärt haben. Da Dante die Besitzurkunde nicht dabei hat, schlägt Lila vor, die Urkunde in dem ehemaligen Waisenhaus zu suchen, da diese nicht mehr dort sein sollte, wenn sie wirklich im Büro in Austin vergessen wurde. Beim Durchsuchen des Hauses stellt sich heraus, dass Mrs. Mc tatsächlich zu Unrecht enteignet wurde. Dann treffen sie unmittelbar auf Leatherface, der Dante mit dem Hieb eines Fleischerbeils quer durchs Gesicht vermeintlich umbringt. Melody versteckt sich in einem Kleiderschrank, den Leatherface zwar öffnet, Melody dabei aber hinter den darin hängenden Kleidern übersieht. Wenig später schlägt er mit einem Hammer eine der Wände des Schlafzimmers ein und holt dort seine Kettensäge hervor.
Dante kann sich in der Zwischenzeit aus dem Haus schleppen und trifft draußen auf Richter sowie eine der Investorinnen. Er stirbt wenig später an den Folgen seiner Verletzungen. Richter schickt alle Mitglieder der Partygesellschaft in den Bus und macht sich bewaffnet auf den Weg zum Waisenhaus. Dort trifft er auf Leatherface, der ihn nach einem kurzen Kampf ersticht und den Kopf mit einem Hammer einschlägt. Melody gelingt mit den Fahrzeugschlüsseln die Flucht aus dem Schlafzimmer, wird aber am Fuß der Treppe von Leatherface gestellt. Sie flüchtet sich in den Kriechkeller und wird von der eintreffenden Lila gerettet. Die zwei Schwestern schaffen es in den Partybus, der aber aufgrund einer Panne nicht weit kommt. Der Busfahrer öffnet die Tür, um sich das Problem anzusehen, wird aber kurz darauf von Leatherface enthauptet. Der Killer gelangt so in den Bus, wo er ein Massaker unter den Anwesenden anrichtet. Lediglich Melody und Lila können sich auf die Bustoilette retten und von dort über ein Oberlicht entkommen.
Draußen treffen sie auf die eben eingetroffene Sally Hardesty. Diese sperrt Melody und Lila als Lockvögel in ihren Wagen. Im Waisenhaus trifft sie dann zum ersten Mal seit Jahren wieder auf den Mörder ihrer Freunde. Während des folgenden Kampfes zwischen Sally und Leatherface wird diese scheinbar tödlich verletzt. Melody versucht, Leatherface mit Sallys Wagen zu überfahren, kommt dabei allerdings von der Straße ab und rast in ein Gebäude. Bei dem Unfall wird sie schwer verletzt. Sie opfert sich und schickt ihre Schwester weg. Kurz bevor Leatherface sie töten kann, wird er von Lila abgelenkt. Er verfolgt sie nach draußen und wird dort von Sally mit einer Flinte angeschossen. Er flüchtet sich in das verlassene Kino von Harlow. Statt zu fliehen, schnappt Lila sich die Flinte und verfolgt Leatherface durch das Gebäude. Beide fallen während des finalen Kampfes in ein mit Wasser gefülltes Loch. Lila taucht wieder auf und rettet sich, wird allerdings erneut von Leatherface angegriffen. Sie schafft es, den Killer mit der Flinte zu verletzen. Die eintreffenden Melody versetzt ihm mit seiner eigenen Kettensäge den letzten Schlag. Leatherface stürzt zurück in das überflutete Loch und geht scheinbar unter.
Am nächsten Morgen möchten die Schwestern mit Dantes Tesla verschwinden. Melody wird allerdings vom wiederauferstandenen Leatherface aus dem Wagen gezerrt und vor den Augen Lilas geköpft. In der letzten Szene schwingt Leatherface wie im Wahn seine Kettensäge, eine Anlehnung an das Ende des Vorgängers Blutgericht in Texas.
In der Postcreditszene sieht man Leatherface langsam auf das ikonische Farmhaus aus dem ersten Teil zulaufen.

## Produktion
Während der Produktion von Leatherface (2017) hatten die damaligen Produzenten die Absicht, fünf weitere Texas-Chainsaw-Massacre-Filme zu drehen. Im April 2015 erklärte Produzentin Christa Campbell, dass das Schicksal der potenziellen Fortsetzungen weitgehend von den Erlösen aus Leatherface abhängen würde. Bis Dezember 2017 hatten Lionsgate und Millennium Films die Filmrechte, ehe diese ausliefen.
Im August 2018 wurde berichtet, dass Legendary Pictures in Verhandlungen über den Kauf der Filmrechte an dem Franchise getreten war. Im folgenden Jahr unterzeichnete Fede Álvarez das Filmprojekt als Produzent.
Im November 2019 und Februar 2020 wurde berichtet, wer das Drehbuchschreiben (Chris Thomas Devlin) und wer die Regie (Ryan und Andy Tohill) übernehmen würde. Die Dreharbeiten begannen im August 2020 in Bulgarien, wurden dann jedoch abgebrochen, als die Regie entlassen wurde, weil das Filmstudio nicht zufrieden mit den Aufnahmen war. Stattdessen übernahm Garcia David Blue die künstlerische Verantwortung.
Im März 2021 erklärte Produzent Alvarez die Arbeiten an dem Film weitgehend für abgeschlossen. Der Filmemacher enthüllte, dass bei der Produktion Vintage-Objektive verwendet wurden und weniger auf VFX, sondern auf klassische Spezialeffekte gesetzt wurde.
Im August 2021 wurde berichtet, Netflix habe die Streaming-Rechte erworben.

## Synchronisation
Die deutschsprachige Synchronisation entstand bei der TV+Synchron Berlin GmbH nach einem Dialogbuch von Juana von Jascheroff, die auch für die Dialogregie verantwortlich war.
| Rolle                        | Schauspieler   | Synchronsprecher     |
| ---------------------------- | -------------- | -------------------- |
| Sally Hardesty               | Olwen Fouéré   | Juana von Jascheroff |
| Herb der Tankstellenbesitzer | Sam Douglas    | Reinhard Scheunemann |
| Sheriff Hathaway             | William Hope   | Reinhard Scheunemann |
| Catherine                    | Jessica Allain | Elke Appelt          |
| Dante                        | Jacob Latimore | Lucas Wecker         |
| Lila                         | Elsie Fisher   | Derya Flechtner      |
| Melody                       | Sarah Yarkin   | Anja Rybiczka        |
| Ms Mc                        | Alice Krige    | Karin Grüger         |
| Richter                      | Moe Dunford    | Dennis Sandmann      |
| Ruth                         | Nell Hudson    | Nora Kunzendorf      |

## Bewertung und Altersfreigabe
In Deutschland gibt Netflix die Altersfreigabe ab 18 Jahre an. Allerdings wurde der Film nicht von der FSK (Freiwillige Selbstkontrolle der Filmwirtschaft) geprüft.

## Rezeption
Auf Rotten Tomatoes erhielt der Film bei 160 Kritiken 69 % negative Kritiken mit einer durchschnittlichen Punktzahl von 4,3 von 10. Die Genre-Publikation Neon Zombie bewertet den Film als „kompetent und routiniert inszenierter, kurzweiliger und durchweg unterhaltsamer Slasherfilm […], der die verrottete Americana nur noch als künstlich-anmutende Kulisse nutzt, die eine neue Generation […] besuchen und erleiden darf.“ Mit diesem neuen Werk wurde „die hässliche Seite Amerikas und auch des US-amerikanischen Horrorfilms […] massentauglich aufpoliert“.